# Simpang Belui
Simpang Belui is een bestuurslaag in het regentschap Kerinci van de provincie Jambi, Indonesië. Simpang Belui telt 831 inwoners (volkstelling 2010).